# Julia ou les Souterrains du château de Mazzini
Julia ou les Souterrains du château de Mazzini (A Sicilian Romance) est un roman gothique d'Ann Radcliffe publié en 1790 et traduit en français par Mme Moylin-Fleury en 1797.

## Présentation
Julia est le second roman, publié anonymement, d'Ann Radcliffe. Il raconte l'histoire de l'ancienne noble famille des Mazzini, au nord de la Sicile.
Le roman prend la forme d'un compte-rendu de l'histoire de cette famille rapporté par un touriste « moderne » : celui-ci, après avoir entendu quelques propos d'un moine à ce sujet, alors qu'ils explorait les ruines du château des Mazzini, s'est enquis de l'histoire de la famille, dont il a obtenu d'en rapporter quelques extraits par écrit. 
L'histoire rapporté par ce touriste-chroniqueur se situe à la fin du XVIe siècle, lorsque le comte Ferdinand, cinquième marquis de Mazzini, épouse Louisa Bernini, avec qui il a un fils. 
L'œuvre est évoquée dans L'Abbaye de Northanger, le roman gothique parodique de Jane Austen.